# Takane & Hana
Takane & Hana (japanisch 高嶺と花 Takane to Hana) ist ein Mangaserie von Yuki Shiwasu, die von 2014 bis 2020 in Japan erschien. Das Werk ist in die Genres Shōjo, Romantik und Comedy einzuordnen. Der Titel ist eine Anspielung auf den japanischen Ausdruck 高嶺の花 takane no hana, mit dem etwas unerreichbares umschrieben wird (wörtlich ‚Blume auf einem Berggipfel‘).

## Inhalt
Die ältere Tochter des Angestellten Nonomura ist dessen Chef aufgefallen, der sie mit seinem 26-jährigen Enkel Takane Saibara verheiraten will. So wird ein Omiai arrangiert, damit sich das Paar kennenlernen kann. Doch Yukari ist bereits vergeben und weigert sich, beim Omiai zu erscheinen. Um den Chef ihres Vaters nicht vor den Kopf zu stoßen, muss ihre 16-jährige Schwester Hana einspringen. Die will sich zusammenreißen, doch als Takane sich ihr gegenüber grob und überheblich verhält, rastet sie aus und verlässt das Omiai. Während sie sich am nächsten Tag noch um den Job ihres Vaters sorgt, holt Takane Hana überraschend zu einem Date ab. Sie ist von ihm immer noch abgestoßen, willigt um ihres Vaters willen aber ein. Der junge Firmenerbe scheint ernsthaft an der aufmüpfigen Hana interessiert zu sein und langsam lernen sie die Lebenswelten des jeweils anderen kennen. 

## Veröffentlichung
Der Manga erschien ab Dezember 2014 im Magazin Hana to Yume beim Verlag Hakusensha. Der brachte die Kapitel auch in 18 Sammelbänden heraus. Im Magazin wurde der Manga im Juli 2020 abgeschlossen. Die Bände verkauften sich jeweils über 60.000 mal in Japan.
Auf Deutsch erschien die Serie von Februar 2018 bis April 2022 bei Carlsen Manga mit allen Bänden in einer Übersetzung von Antje Bockel. Bereits seit 2017 wird eine englische Fassung von Viz Media veröffentlicht. Eine französische Übersetzung erscheint bei Kazé und eine chinesische bei Tong Li Publishing.

## Verfilmung
Eine japanische Fernsehserie mit Mahiro Takasugi und Aisa Takeuchi in den Hauptrollen wurde 2019 fertiggestellt. Die 8 Folgen sind mit deutschen Untertiteln bei viki.com abrufbar.